# Nastri d'argento 2000
Els Nastri d'argento 2000 foren la 55a edició de l'entrega dels premis Nastro d'Argento (Cinta de plata) que va tenir lloc el 2 de juliol de 2000 al teatre grecoromà de Taormina.

## Guanyadors

### Millor director
- Silvio Soldini - Pane e tulipani
- Marco Bechis - Garage Olimpo
- Mimmo Calopresti - Preferisco il rumore del mare
- Gabriele Muccino - Come te nessuno mai
- Ricky Tognazzi - Canone inverso - Making Love

### Millor director novell
- Alessandro Piva - LaCapaGira
- Piergiorgio Gay e Roberto San Pietro - Tre storie
- Giovanni Davide Maderna - Questo è il giardino
- Lucio Pellegrini - E allora mambo!
- Fabio Segatori - Terra bruciata

### Millor productor
- Giuseppe Tornatore - Il manoscritto del Principe
- Valerio Bariletti, Umberto Massa i Alessandro Piva - LaCapaGira
- Domenico Procacci - Come te nessuno mai
- Amedeo Pagani - Garage Olimpo
- Tilde Corsi i Gianni Romoli - Harem Suare

### Millor argument
- Silvia Tortora - Un uomo perbene
- Marco Bechis i Lara Fremder - Garage Olimpo
- Francesco Bruni i Paolo Virzì - Baci e abbracci
- Leonardo Fasoli i Gianluca Maria Tavarelli - Un amore
- Gabriele Muccino, Silvio Muccino i Adele Tulli - Come te nessuno mai

### Millor guió
- Doriana Leondeff i Silvio Soldini - Pane e tulipani
- Antonio i Pupi Avati - La via degli angeli
- Bernardo Bertolucci i Clare Peploe - L'assedio
- Enzo Monteleone i Angelo Orlando - Ormai è fatta!
- Gabriele Muccino i Adele Tulli - Come te nessuno mai

### Millor actor protagonista
- Silvio Orlando - Preferisco il rumore del mare
- Gianni Cavina - La via degli angeli
- Francesco Giuffrida i Gianmarco Tognazzi - Prime luci dell'alba
- Carlo Verdone - C'era un cinese in coma
- Luca Zingaretti - L'anniversario

### Millor actriu protagonista
- Marina Massironi - Pane e tulipani
- Antonella Attili - Prima del tramonto
- Rosalinda Celentano - Il dolce rumore della vita
- Maya Sansa - La balia
- Lunetta Savino - Liberate i pesci!

### Millor actriu no protagonista
- Marina Massironi - Pane e tulipani
- Antonella Attili - Prima del tramonto
- Rosalinda Celentano - Il dolce rumore della vita
- Maya Sansa - La balia
- Lunetta Savino - Liberate i pesci!

### Millor actor no protagonista
- Felice Andreasi - Pane e tulipani
- Carlo Croccolo - Il guerriero Camillo
- Fiorello, Ivano Marescotti i Sergio Rubini - L'enginyós senyor Ripley (The Talented Mr. Ripley)
- Leo Gullotta - Un uomo perbene
- Emilio Solfrizzi i Francesco Paolantoni - Liberate i pesci!

### Millor banda sonora
- Ennio Morricone - Canone inverso - Making Love
- Piccola Orchestra Avion Travel - La guerra degli Antò
- Pino Daniele - Amore a prima vista
- Nicola Piovani - La fame e la sete
- Alessio Vlad - L'assedio

### Millor fotografia
- Dante Spinotti - El dilema (The Insider)
- Gian Enrico Bianchi - LaCapaGira
- Luca Bigazzi - Pane e tulipani i Questo è il giardino
- Fabio Cianchetti - Canone inverso - Making Love
- Giuseppe Lanci - La balia

### Millor vestuari
- Anna Anni i Alberto Spiazzi - Un tè con Mussolini
- Antonella Berardi - Liberate i pesci!
- Luigi Bonanno - Amor nello specchio
- Eva Coen - E allora mambo!
- Gino Persico - Ferdinando e Carolina

### Millor escenografia
- Dante Ferretti - Bringing Out the Dead i Titus
- Luciana Arrighi - Anna i el rei
- Francesco Bronzi - Canone inverso - Making Love
- Bruno Cesari - L'enginyós senyor Ripley (The Talented Mr. Ripley)
- Gianni Silvestri - L'assedio i Il dolce rumore della vita

### Millor muntatge
- Carla Simoncelli - Canone inverso - Making Love
- Carlotta Cristiani - Pane e tulipani
- Alessandro Piva i Thomas Woschitz - LaCapaGira
- Jacopo Quadri - Garage Olimpo i Baci e abbracci
- Cecilia Zanuso - Ormai è fatta!

### Millor cançó
- No atorgat

### Millor doblatge femení i masculí
- Tatiana Dessi - veu de Hilary Swank a Boys Don't Cry
- Roberto Chevalier - veu de Tom Cruise a Magnolia

### Millor curtmetratge
- Per sempre de Chiara Caselli

### Millor productor de curtmetratge
- Dario de Luca i Fabrizio Bentivoglio - Tipota i Il bambino con la pistola

### Nastro d'Argento especial
- Tom Cruise
- Vittorio Gassman (pòstum)

### Millor pel·lícula estrangera
- Sam Mendes - American Beauty
- Paul Thomas Anderson - Magnolia
- Tim Burton - Sleepy Hollow
- Spike Jonze - Being John Malkovich
- Goran Paskaljevic - Bure baruta

### Nastro d'Argento europeu
- Claudia Cardinale